# Барбус зелений
Барбус зелений, або пунтіус зелений (Barbodes semifasciolatus) — субтропічна прісноводна риба роду Barbodes родини коропових. Вперше описана у 1868 році як Barbus semifasciolatus.
Населяє прісні водойми півдня та південного сходу Азії. В Європі відомий з 1929 року, а на теренах колишнього СРСР — з 1959 р.
Дуже популярна акваріумна рибка, однак серед акваріумістів більш відома жовта форма зеленого барбуса — барбус Шуберта, яка була отримана Томом Шубертом (м. Камден, США, штат Нью-Джерсі).

## Поширення
Зустрічається повсюди на території В'єтнаму, Тайваню, південного сходу Китаю та у північній частині Лаосу. Мешкає, в основному, в невеликих річках з повільною течією та стоячих водоймах, таких як зрошувальні канали та болота.

## Опис риби

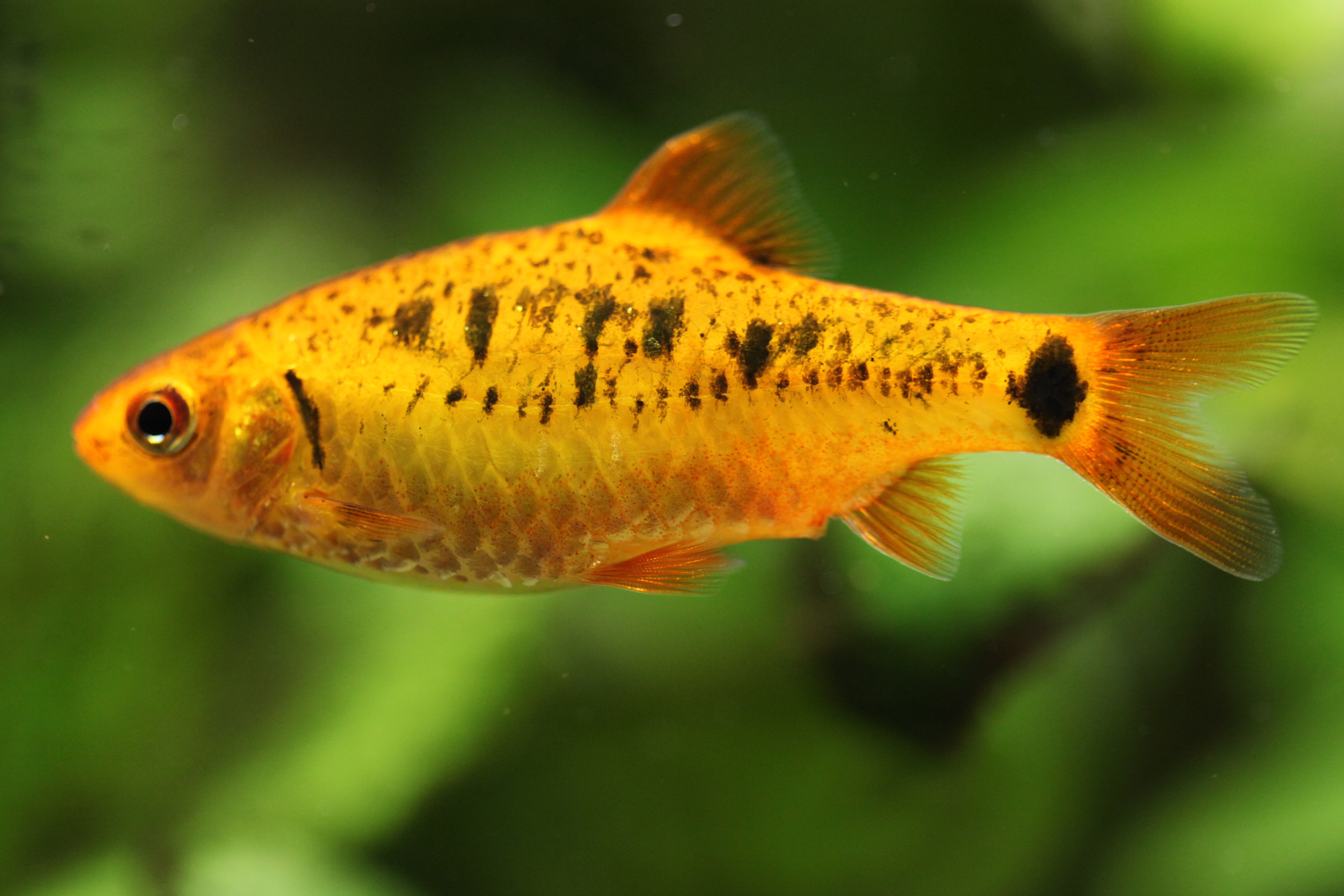
Жовта форма зеленого барбуса (P. semifasciolatus var. 'Schuberti')

Тіло у зеленого барбуса невисоке, видовжене і трішки сплюснуте з боків. Забарвлення зеленувато-жовте, спина оливкового кольору, а черевце білувате. По тілу розкидані вертикальні чорні рвані смуги. У основи хвостового плавця — чорна пляма. Луска з чорною облямівкою. Самці менші та яскравіші за самок. Під час нересту забарвлення самця стає помаранчево-золотисте, черевце набуває червоного відтінку.
У форми Шуберта самець і самка повністю помаранчево-золотисті. У самця вздовж тіла проходить ряд зеленувато-чорних плям, які часто зливаються у суцільну смугу.
Риби у природі завдовжки до 10 см, однак у акваріумах не перевищують 7 см.

## Розмноження
Статева зрілість у барбусів настає у віці 8-11 місяців. Самка відкладає приблизно 150—200 ікринок. Ікра розвивається 2-3 доби. Мальки починають плавати на 3-4 день.

## Утримування і розмноження в акваріумах
Зелений барбус — зграйна та активна рибка, тому її варто утримувати у кількості від 6 осіб в просторому акваріумі довжиною не менше 60 см. Ґрунт бажано темний, без гострих камінців. Рослини краще розмістити на задньому плані та по краях акваріума, залишивши багато вільного місця для плавання. Зазвичай тримаються у середньому та нижньому шарі води.
Зелений барбус — мирна рибка і добре уживається з будь-якими мирними рибами.
Рибка всеїдна. Можна годувати різноманітними живими, рослинними, а також сухими кормами.
Параметри води:
- Температура — 19 — 24 °C, але для барбусів Шуберта не бажано знижувати температуру менше 20 градусів.
- Жорсткість — від 4 до 16 dH, принципового значення не має.
- Кислотність — pH 6.0-7.5.
- воду необхідно періодично підмінювати на свіжу (до 20 % об'єму акваріума).

Нерестовище повинне бути просторим, густо засадженим дрібнолистими рослинами. Стимулює розмноження пом'якшення води та підвищення температури на 2-3 °C. На нерест риб саджають зграйкою в якій самців повинно бути більше ніж самок. Нерест відбувається зранку протягом 3-4 годин. Після нересту риб необхідно відсадити, оскільки вони починають активно їсти ікру. Через 3 доби мальки вилуплюються з ікри, а ще через 3-4 дні починають плавати. Стартовий корм для мальків — живий пил та інфузорії. Через сім днів можна вже давати наупліус рачків, циклопів, дрібну дафнію тощо.

## Галерея

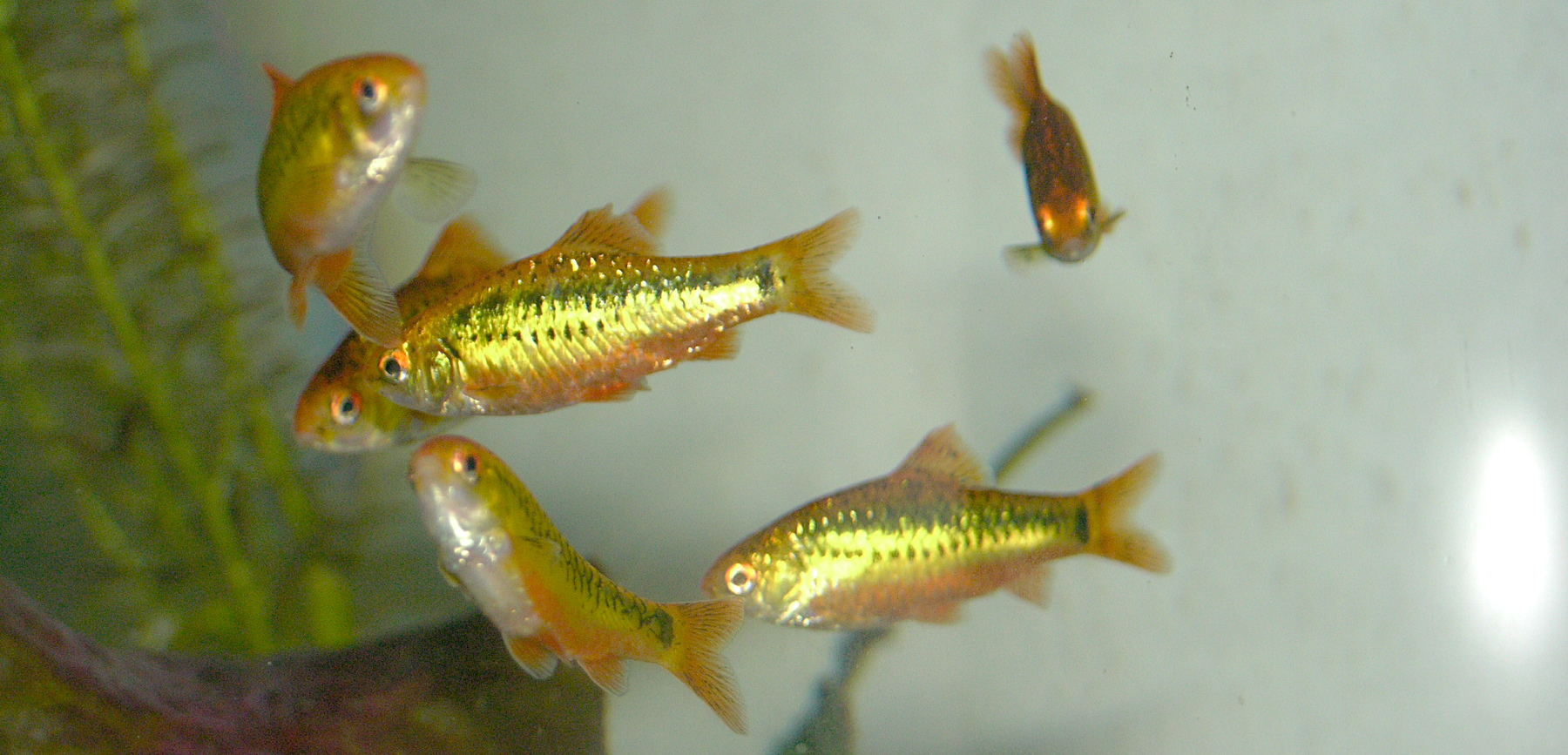
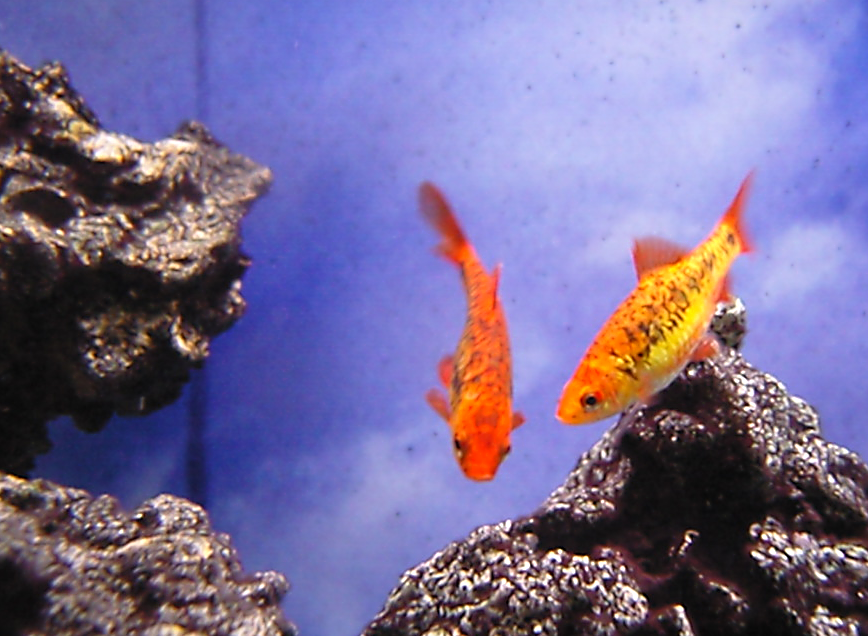
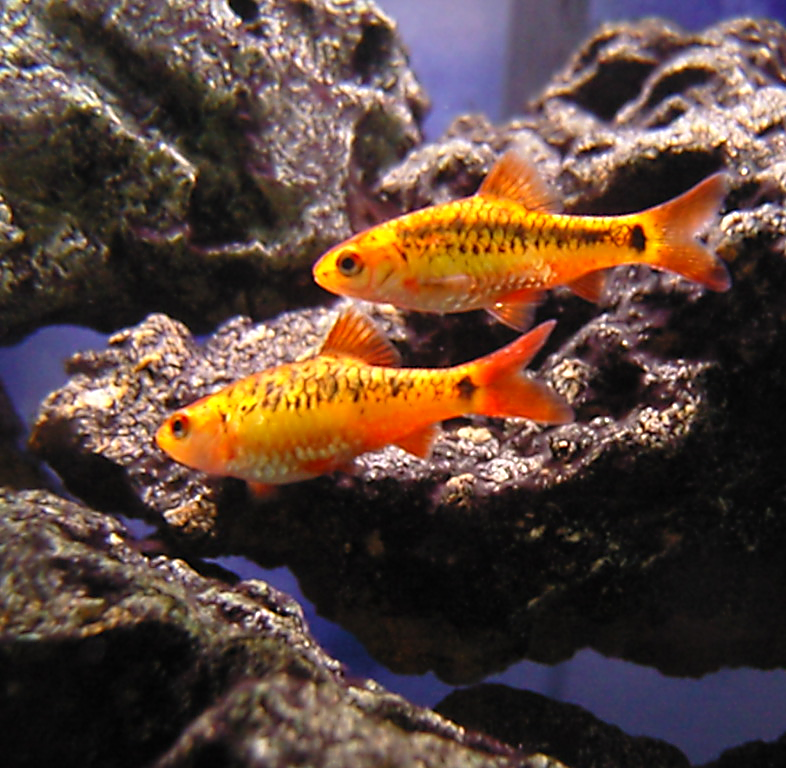
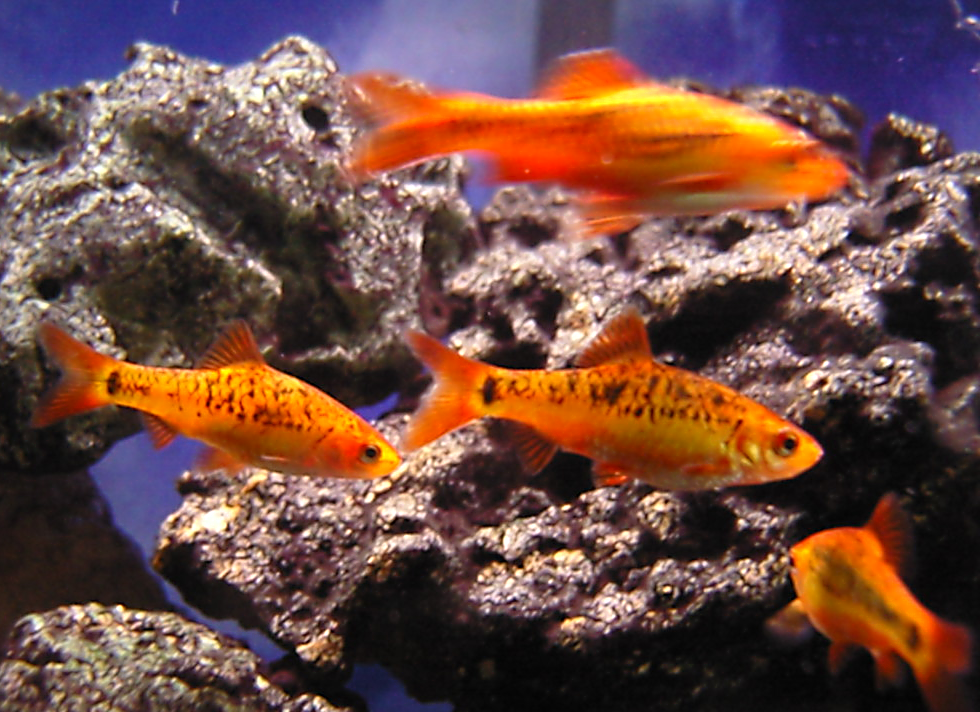